# Фрикционный пресс
Фрикционный пресс (винтовой фрикционный пресс) — разновидность вертикального винтового пресса, в которой используется фрикционная передача вращения от электропривода шпинделю (винта) ползуна. Изобретён в 1877 году в Германии Г. Симоном.
Фрикционный пресс используется для холодной и горячей объёмной штамповки, чеканки, брикетирования и других целей. Наибольшее распространение в промышленности получил двухдисковой винтовой пресс с лобовым фрикционным передаточным механизмом.
Недостатками фрикционных прессов являются низкие КПД и производительность. Вследствие этого они имеют ограниченное применение, преимущественно в мелкосерийном производстве для получения деталей из цветных металлов.